# FIM-43 Redeye
General Dynamics FIM-43 Redeye je americká z ramene odpalovaná nadzvuková řízená střela země-vzduch s infračerveným naváděním. Jedná se o první přenosnou protiletadlovou řízenou střelu (MANPADS – Man-portable air-defense systems) zavedenou do služeb US Army a US Marine Corps a o přímého předchůdce hojně užívaných střel FIM-92 Stinger.
Střela měla dostřel 4,5 km, mohla dosáhnout maximální výšky 2,7 km a letěla rychlostí až 1,7 Machu.

## Historie
Redeye začal být vyvíjen od roku 1959. První prototyp byl založen na elektronice a infračerveném čidle pro navádění ze střely AIM-9 Sidewinder. Název střely RedEye je mimochodem odvozen od infračerveného navádění. Problémy s vývojem a testování způsobily, že vývoj trval několik let. Pro účely testů a pro pozdější výcvik obsluh musela být vyvinuta neřízená raketa Atlantic Research MQR-16 Gunrunner. Po vyřešení technických problémů byla zahájena sériová výroba v omezeném množství kusů jako XM41 Redeye Block I. Postupně byly vyvinuty novější série až k finální verzi Redeye Block III z roku 1966 označené oficiálně jako XFIM-43C, která se dostala po testech následující rok do výroby.

## Verze
- Block I FIM-43/XFIM-43A/XMIM-43A
- Block II FIM-43B/XFIM-43B/XMIM-43B
  - XFEM-43B – experimentální se speciálním telemetrickým vybavením
- Block III FIM-43C/XFIM-43C – finální podoba zařazená oficiálně do výzbroje.
  - XFEM-43C – experimentální se speciálním telemetrickým vybavením
- FIM-43D – vylepšená verze FIM-43C

## Galerie

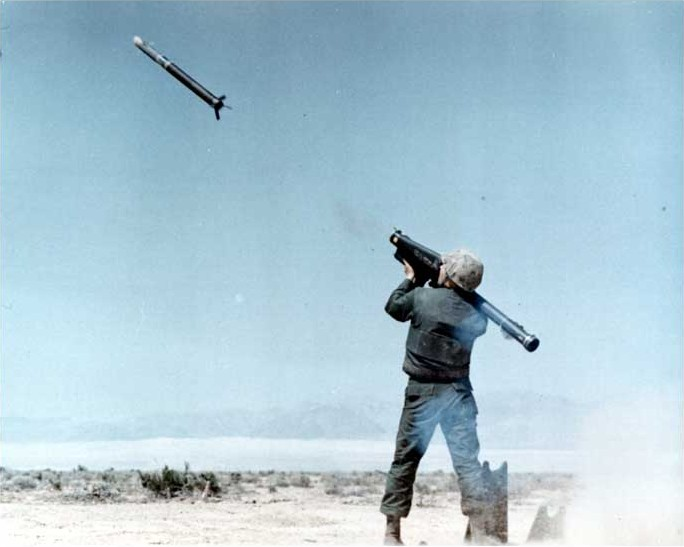
Odpal Redeye, raketový motor ještě nezažehl
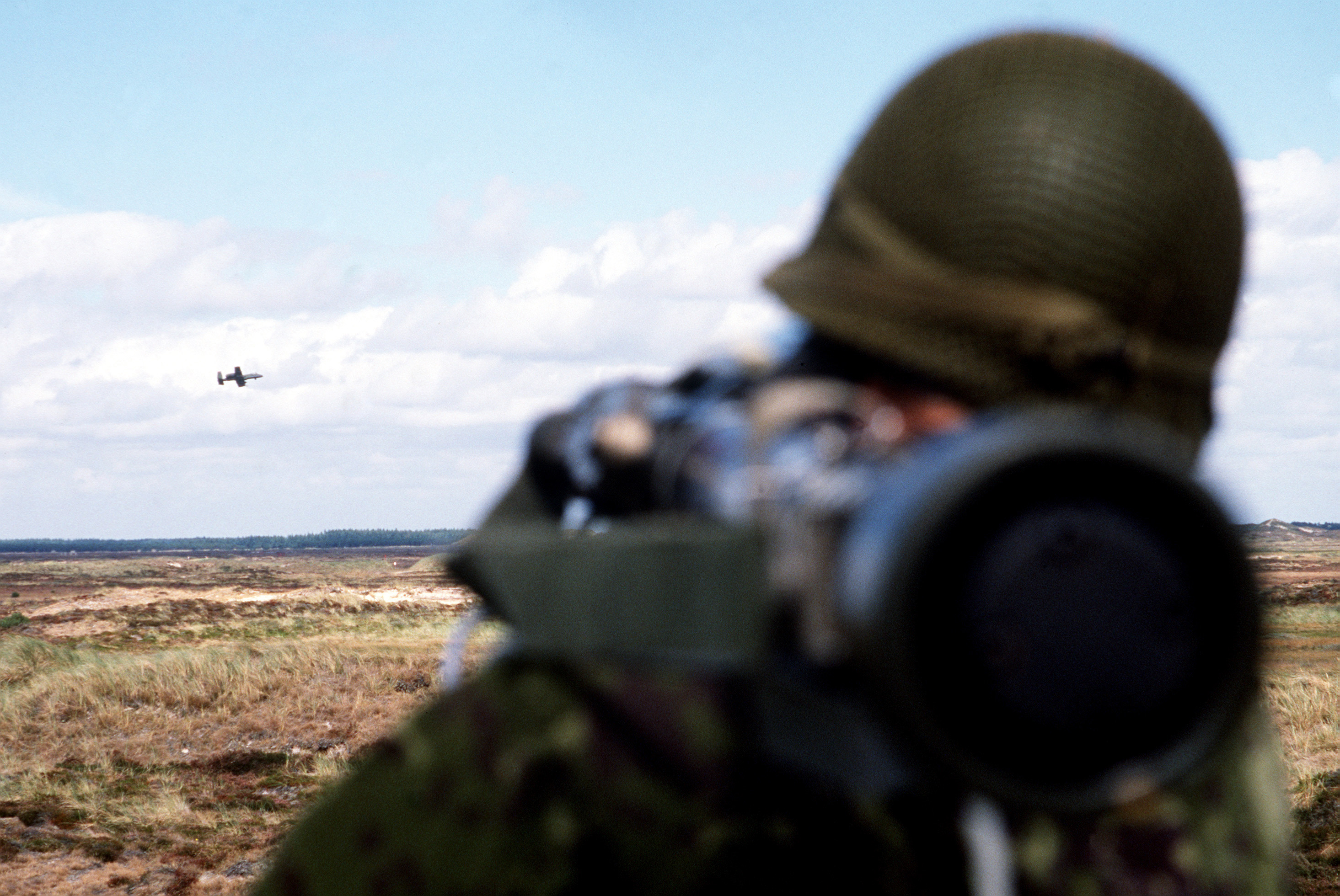
Letoun A-10 Thunderbolt II v zaměřovači Redeye během vojenského cvičení v Dánsku (1989)
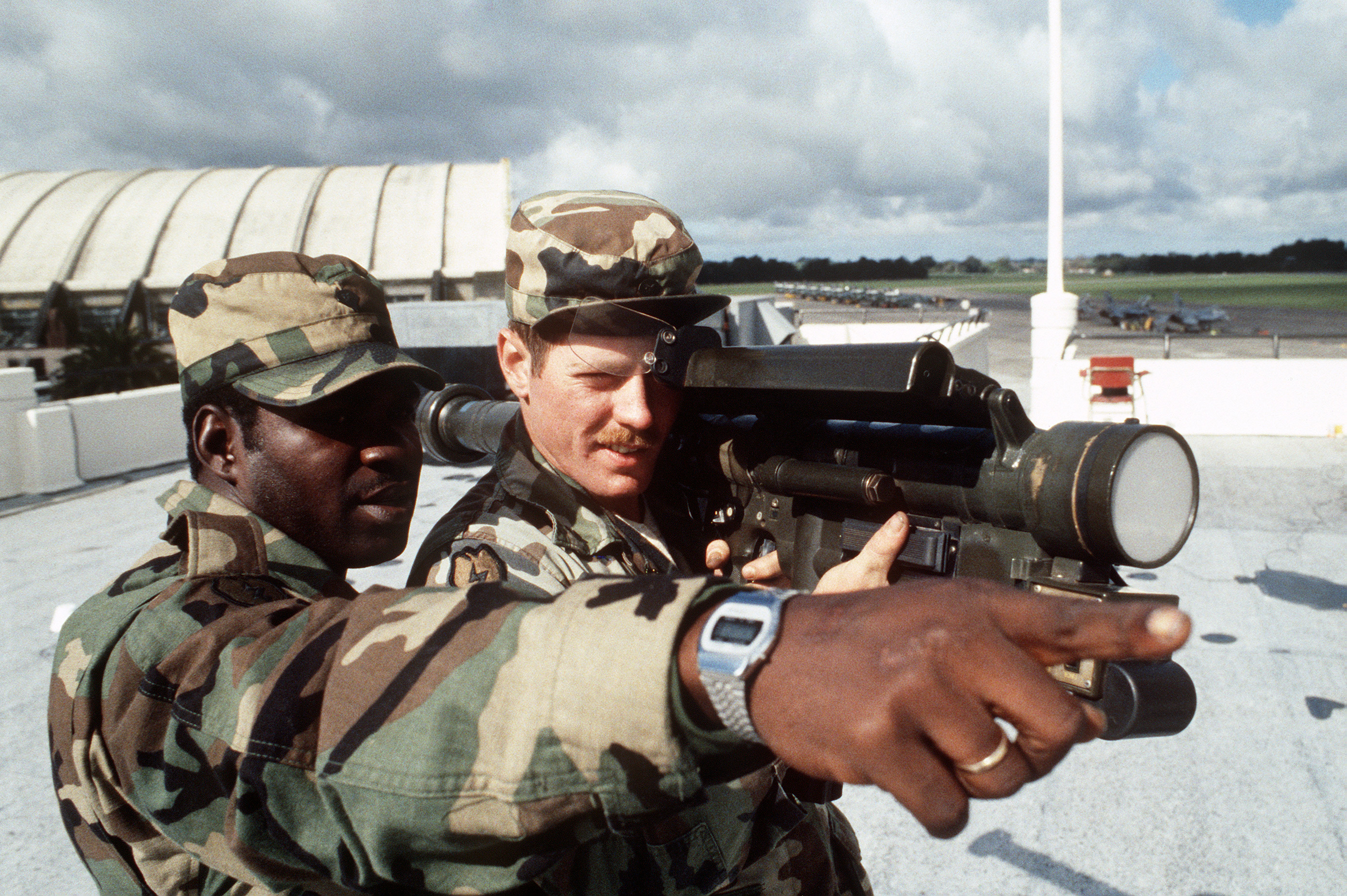
Instruktáž